# Turmruine Laer

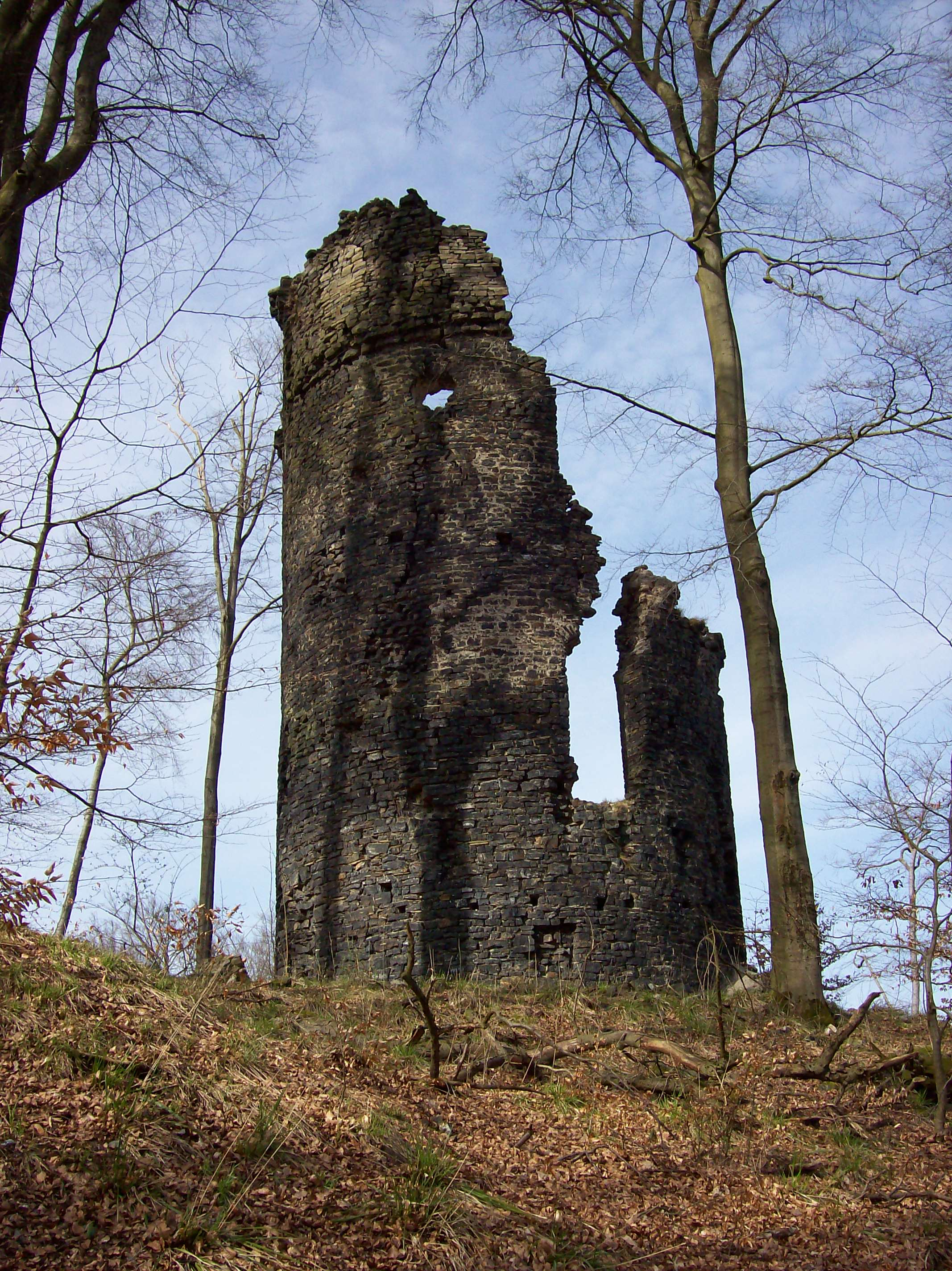
Turmruine Laer

Die Turmruine Laer, auch als Wartturm bezeichnet, befindet sich auf einem Berg in der Stadt Meschede. Sie liegt im Naturschutzgebiet Ruhrmäander bei Laer. Es handelt sich um ein frühes Beispiel eines neogotischen Baus in Westfalen.
Die Ruine liegt im sogenannten Buchholz rund 600 m westlich von Schloss Laer, 300 m nördlich von dem Ortsteil Windhäuser und 2 km östlich von der Stesser Burg.
Das Bauwerk wurde um 1764 von Fürstbischof Friedrich Wilhelm von Westphalen im Zusammenhang mit anderen Baumaßnahmen auf Schloss Laer in Auftrag gegeben. Es lag damals in einer Parkanlage, die zu Schloss Laer gehörte. Die Turmruine Laer steht heute mitten im Wald und ist nur über Waldwege zu erreichen.
Frühere spitzbogige Fensteröffnungen sind längst zugemauert. Der Bau ist eines der wenigen und besonders frühen Beispiele neogotischer Einflüsse aus England, die in Westfalen vorhanden sind.

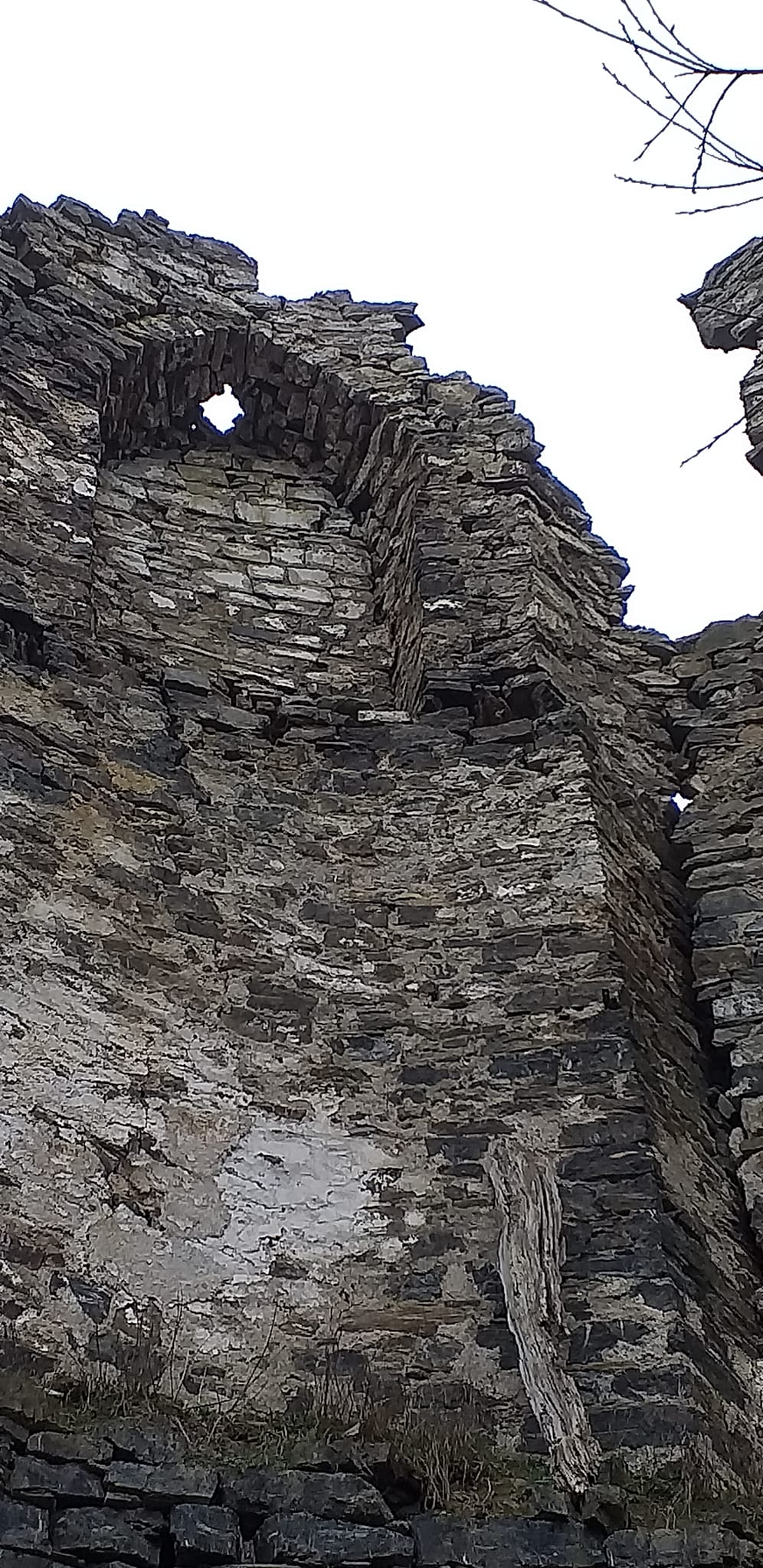
Zugemauerte Neogotische Spitzbogenfenster

Der früher zinnenbewehrte Turm machte ursprünglich den Eindruck, der letzte Rest einer alten Burg zu sein. Dieser Ruinencharakter war für die englische gotisierende Gartenarchitektur typisch. Im Gegensatz etwa zu barocken Parkanlagen lag der Turm nicht in der Achsverlängerung der zum Schloss führenden Chaussee, sondern leicht versetzt davon.

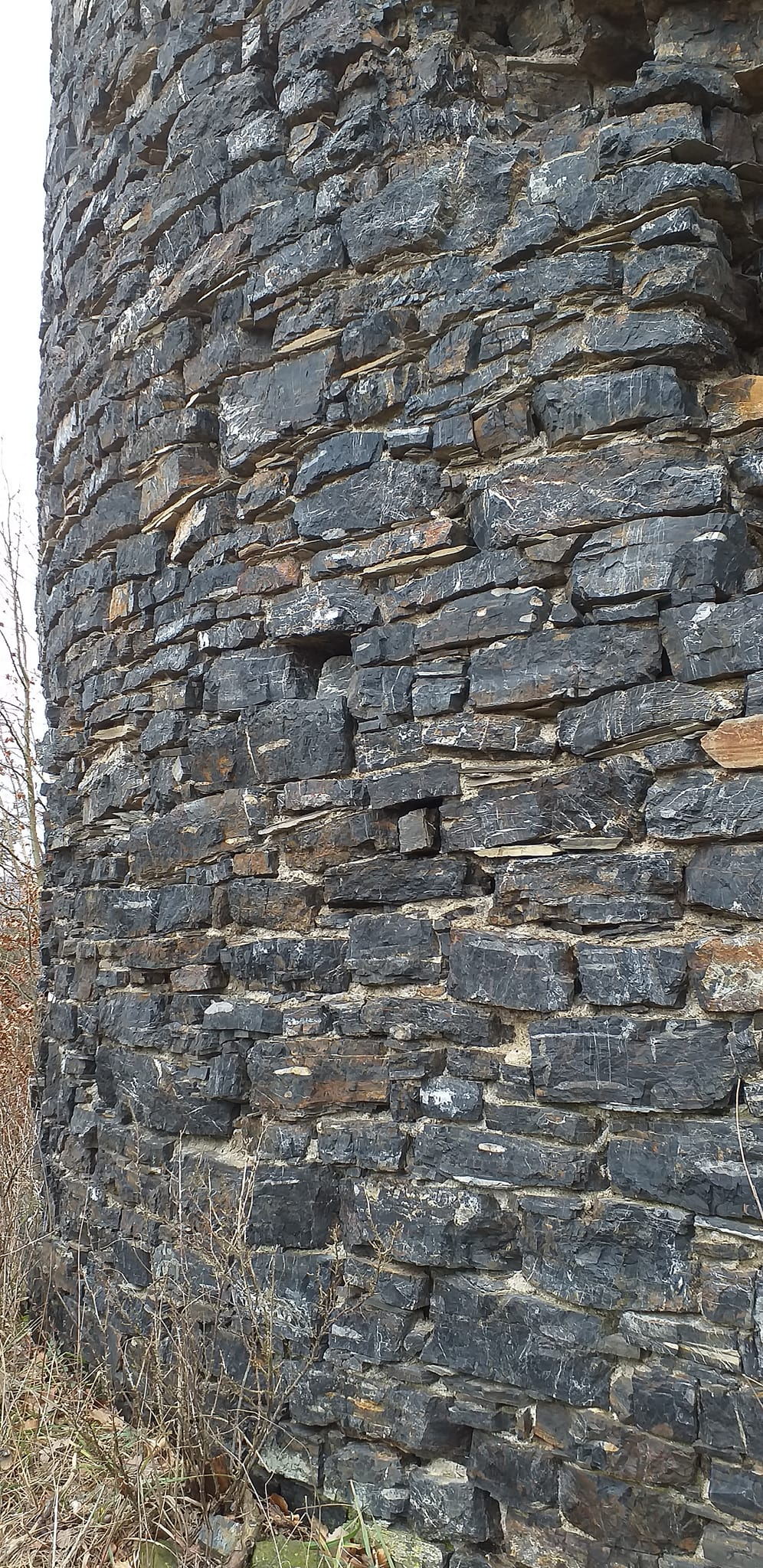
Bruchsteinmauerwerk

Das Baumaterial, ein Lydit, wurde direkt in der Nähe abgebaut. Davon zeugen mehrere kleine Steinentnahmestellen südwestlich des Turmes.